# Titularbistum Vadesi
Vadesi ist ein Titularbistum der römisch-katholischen Kirche. 
Das Bistum Vadesi war in Numidien angesiedelt, einer historischen Landschaft in Nordafrika, die weite Teile der heutigen Staaten Tunesien und Algerien umfasst.
| Titularbischöfe von Vadesi |                                                                 |                                                 |                  |                    |
| Nr.                        | Name                                                            | Amt                                             | von              | bis                |
| 1                          | Manuel Martín del Campo Padilla Titularerzbischof pro hac vice  | Koadjutorerzbischof von Morelia (Mexiko)        | 10. Juni 1965    | 7. Februar 1970    |
| 2                          | François Xavier Nguyên Van Thuân Titularerzbischof pro hac vice | Koadjutorerzbischof von Saigon (Vietnam)        | 24. April 1975   | 21. Februar 2001   |
| 3                          | Guillermo Dela Vega Afable                                      | Weihbischof in Davao (Philippinen)              | 21. April 2001   | 24. April 2002     |
| 4                          | Lucas Kim Un-hoe                                                | Weihbischof in Seoul (Südkorea)                 | 12. Oktober 2002 | 28. Januar 2010    |
| 5                          | Adolfo Miguel Castaño Fonseca                                   | Weihbischof in Mexiko-Stadt (Mexiko)            | 22. Juni 2010    | 28. September 2019 |
| 6                          | Albert Bahhuth                                                  | Weihbischof in Los Angeles (Vereinigte Staaten) | 18. Juli 2023    |                    |